# Belonogaster longistylus
Belonogaster longistylus är en getingart som beskrevs av Henri Saussure 1890. Belonogaster longistylus ingår i släktet Belonogaster och familjen getingar. Inga underarter finns listade.